# Rue Sainte-Anne (Bercy)
Pour les articles homonymes, voir Rue Sainte-Anne.
La rue Sainte-Anne est une ancienne voie de la commune de Bercy (Seine), en France, ouverte en 1815 dans le périmètre des entrepôts de Bercy. Incorporée en 1859 dans le nouveau 12e arrondissement de Paris, elle disparaît vers 1993. 

## Origine du nom
Le nom de cette rue fait référence au prénom de l'épouse de Louis Julius Gallois, propriétaire des terrains.

## Situation
Cette voie des entrepôts de Bercy débutait avenue du Petit-Château et se terminait rue Léopold.

## Historique
Cette rue a été ouverte vers 1815 par Louis Julius Gallois, un pinardier, négociant en vin et maire de Bercy, originaire de Laroche-Saint-Cydroine et propriétaire des terrains.
Elle disparait vers 1993 lors de la démolition des entrepôts de Bercy dans le cadre de l'aménagement de la ZAC de Bercy.
Son emplacement est désormais occupé par la partie du parc de Bercy située entre les rues Joseph-Kessel, de Pommard, de Bercy, le boulevard de Bercy et le quai de Bercy.